# Camponotus britteni
Camponotus britteni é uma espécie de inseto do gênero Camponotus, pertencente à família Formicidae.